# Petra Grabowski
Petra Grabowski (n. 31 ianuarie 1952, Brandenburg an der Havel, Potsdam District⁠(d), RDG) este o caiacistă ce a reprezentat Germania, medaliată olimpică. A participat la o ediție a Jocurilor Olimpice (1972) în care a câștigat o medalie de argint.

## Participări
Lista de mai jos prezintă principalele competiții la care a participat Petra Grabowski de-a lungul carierei.
- canoeing at the 1972 Summer Olympics – women's K-2 500 metres[*]